# Hits
Hits – album kompilacyjny z „przebojami” zespołu The Birthday Party. Nagrania zostały wybrane przez członka zespołu Micka Harveya oraz zostały oficjalnie uznane przez resztę członków zespołu. Jest to o tyle istotne, gdyż byli muzycy zgłaszali pretensje co do doboru utworów na poprzednich płytach składankowych.
Wydawnictwo ukazało się 12 października 1992 nakładem wydawnictwa 4AD.

## Spis utworów
1. The Friend Catcher
2. Happy Birthday
3. Mr. Clarinet
4. Nick The Stripper
5. Zoo Music Girl
6. King Ink
7. Release The Bats
8. Blast Off
9. She's Hit
10. 6” Gold Blade
11. Hamlet (Pow!Pow!Pow!)
12. Dead Joe
13. Junkyard
14. Big Jesus Trash Can
15. Wild World
16. Sonny's Burning
17. Deep In The Woods
18. Swampland
19. Jennifer's Veil
20. Mutiny In Heaven